# ستابليس (مينيسوتا)
ستابليس (بالإنجليزية: Staples, Minnesota)‏ هي مدينة تقع في ولاية مينيسوتا في الولايات المتحدة. تبلغ مساحة هذه المدينة 12.12كم²، وترتفع عن سطح البحر 390م، بلغ عدد سكانها 2981 نسمة في عام 2010م حسب إحصاء مكتب تعداد الولايات المتحدة.

## التركيبة السكانية
قام مكتب تعداد الولايات المتحدة بتحديد بيانات التركيبة السكانية لستابليس في تعداد الولايات المتحدة. في ما يلي، التركيبة السكانية حسب تعدادي 2000 و2010.

### تعداد عام 2000
بلغ عدد سكان ستابليس 3,104 نسمة بحسب تعداد عام 2000، وبلغ عدد الأسر 1,278 أسرة وعدد العائلات 732 عائلة مقيمة في المدينة. في حين سجلت الكثافة السكانية 684.5 نسمة لكل ميل مربع (264.3/كم2). وبلغ عدد الوحدات السكنية 1,436 وحدة بمتوسط كثافة قدره 316.7 نسمة لكل ميل مربع (122.3/كم2).
وتوزع التركيب العرقي للمدينة بنسبة 97.49% من البيض و 0.81% من الأمريكيين الأصليين و 0.35% من الأمريكيين ذوي الأصول الآسيوية و 0.26% من الأمريكيين الأفارقة و 0.87% من عرقين مختلطين أو أكثر.
بلغ عدد الأسر 1,278 أسرة كانت نسبة 30.5% منها لديها أطفال تحت سن الثامنة عشر تعيش معهم، وبلغت نسبة الأزواج القاطنين مع بعضهم البعض 41.8% من أصل المجموع الكلي للأسر، ونسبة 12.1% من الأسر كان لديها معيلات من الإناث دون وجود شريك، وكانت نسبة 42.7% من غير العائلات. تألفت نسبة 35.8% من أصل جميع الأسر من أفراد ونسبة 19.2% كانوا يعيش معهم شخص وحيد يبلغ من العمر 65 عاماً فما فوق. وبلغ متوسط حجم الأسرة المعيشية 3.09، أما متوسط حجم العائلات فبلغ 2.36.
بلغ العمر الوسطي للسكان 36 عاماً. وكانت نسبة 27.2% من القاطنين تحت سن الثامنة عشر، وكانت نسبة 11.4% بين الثامنة عشر والأربعة وعشرون عاماً، ونسبة 24.0% كانت واقعةً في الفئة العمرية ما بين الخامسة والعشرون حتى والأربعة وأربعون عاماً، ونسبة 18.6% كانت ما بين الخامسة والأربعون حتى الرابعة والستون، ونسبة 18.8% كانت ضمن فئة الخامسة والستون عاماً فما فوق. يوجد لكل 100 أنثى 92.4 ذكر، ويوجد لكل 100 أنثى في الثامنة عشر من عمرها فما فوق 91.6 ذكر.
بلغ متوسط دخل الأسرة في المدينة 25,208 دولار، أما متوسط دخل العائلة فبلغ 33,472 دولار. وكان متوسط دخل الذكور 26,481 دولار مقابل 18,407 دولار للإناث. وسجل دخل الفرد الخاص بالمدينة 14,244 دولار. وكانت نسبة 15.4% من العائلات ونسبة 20.3% من السكان تحت خط الفقر، وكان من هؤلاء نسبة 23.9% تحت سن الثامنة عشر ونسبة 9.4% في الخامسة والستين من العمر وما فوق.

### تعداد عام 2010
بلغ عدد سكان ستابليس 2,981 نسمة بحسب تعداد عام 2010، وبلغ عدد الأسر 1,222 أسرة وعدد العائلات 696 عائلة مقيمة في المدينة. في حين سجلت الكثافة السكانية 638.3 نسمة لكل ميل مربع (246.4/كم2). وبلغ عدد الوحدات السكنية 1,469 وحدة بمتوسط كثافة قدره 314.6 لكل ميل مربع (121.5/كم2).
وتوزع التركيب العرقي للمدينة بنسبة 95.9% من البيض و 0.9% من الأمريكيين الأصليين و 0.7% من الأمريكيين ذوي الأصول الآسيوية و 0.5% من الأمريكيين الأفارقة و 1.6% من عرقين مختلطين أو أكثر.
بلغ عدد الأسر 1,222 أسرة كانت نسبة 30.5% منها لديها أطفال تحت سن الثامنة عشر تعيش معهم، وبلغت نسبة الأزواج القاطنين مع بعضهم البعض 39.0% من أصل المجموع الكلي للأسر، ونسبة 12.7% من الأسر كان لديها معيلات من الإناث دون وجود شريك، بينما كانت نسبة 5.3% من الأسر لديها معيلون من الذكور دون وجود شريكة وكانت نسبة 43.0% من غير العائلات. تألفت نسبة 37.0% من أصل جميع الأسر من أفراد ونسبة 16.8% كانوا يعيش معهم شخص وحيد يبلغ من العمر 65 عاماً فما فوق. وبلغ متوسط حجم الأسرة المعيشية 2.94، أما متوسط حجم العائلات فبلغ 2.26.
بلغ العمر الوسطي للسكان 38.8 عاماً. وكانت نسبة 24.1% من القاطنين تحت سن الثامنة عشر، وكانت نسبة 10% بين الثامنة عشر والأربعة وعشرون عاماً، ونسبة 21.8% كانت واقعةً في الفئة العمرية ما بين الخامسة والعشرون حتى والأربعة وأربعون عاماً، ونسبة 22.5% كانت ما بين الخامسة والأربعون حتى الرابعة والستون، ونسبة 21.6% كانت ضمن فئة الخامسة والستون عاماً فما فوق. وتوزع التركيب الجنسي للسكان بنسبة 47.6% ذكور و52.4% إناث.

## وصلات خارجية
- www.staples.govoffice.com و www.greaterstaples.com
- The US50 - Cities and Towns in Minnesota State